# Camille Delthil
Pour les articles homonymes, voir Delthil.
Camille Delthil, né le 30 juin 1834 à Moissac (Tarn-et-Garonne) et décédé le 14 juillet 1902 à Paris, est un poète et homme politique français.

## Sa jeunesse et son engagement
Ancien camarade de classe de Léon Cladel, dont il restera toujours l’ami, il part pour Paris afin d’étudier le Droit, mais son goût pour les Belles Lettres l’emporte sur sa formation universitaire. Il revient à Moissac, qu’il ne quittera plus que quelques jours durant toute sa vie.
Sa fortune personnelle lui permet de vivre de ses rentes (10 000 livres), d’aider constamment Cladel à se maintenir à Paris et de financer son propre journal local (La Feuille Villageoise, reprenant le titre de la revue révolutionnaire et jacobine de 1790 à 1794).
Outre son journal (plusieurs éditions par semaine), il publie une œuvre littéraire remarquée et participe à l’action politique.

## Poète et écrivain

### Recueils de poésie
- Caprices, 1858
- Angélique, 1869
- Poèmes parisiens, 1873
- Les Rustiques, 1875
- Les Martyrs de l’Idéal, 1882
- Les Lambrusques, 1884
- Les Tentations, 1890

### Romans
- Lucile Chabanau, 1896
- Les deux Ruffin, 1899

### Théâtre
- L'Hérétique, 1891, Drame en vers et en quatre actes
- Mon ami Pierrot, 1892, Comédie en prose

### Régionalisme
- Silhouettes provinciales – femmes, journalistes, poètes, 1861
- Cahiers de 89 dans la Province de Quercy, 1889

Camille Delthil est également l’auteur de l’hymne de Moissac en dialecte du Quercy : La Moissaguesa (La Moissaguaise), strophe et cinq couplets.

## Républicain et Radical Socialiste
Fervent partisan de la République et ami de Pierre Flamens, ce dernier le nomme Sous-Préfet de Castelsarrasin, à l’époque du Gouvernement de la Défense Nationale (19 septembre 1870). Émile Zola cherche à prendre son poste en février 1871, mais le Sous-Préfet en place est soutenu par Léon Gambetta. Lorsque Flamens est destitué par Adolphe Thiers (avril 1871), Delthil propose une première fois sa démission, qui est rejetée. Sa démission est effective le 26 mai 1873.
Premier adjoint du maire Pierre Chabrié, il est lui-même élu premier magistrat de Moissac entre 1894 et 1895. Candidat Radical Socialiste aux sénatoriales de 1897, il se désiste en faveur du Républicain Louis Bourgeat qui est élu. Au décès de ce dernier, en mars 1902, il se présente à nouveau et est élu le 22 juin. Arrivé à Paris pour siéger dans la Haute Assemblée, il meurt 22 jours plus tard, le 14 juillet.
Moissac l’honore d’obsèques grandioses le 17 juillet 1902.
Camille Delthil est le père de Roger Delthil.